# アーロン・ブペンザ
アーロン・サレム・ブペンザ・ポッジ（フランス語: Aaron Salem Boupendza Pozzi、1996年8月7日 - 2025年4月16日）は、ガボンのサッカー選手。ガボン代表。ポジションはFW。

## クラブ歴
CFムナナの下部組織出身で、2015年にトップチームに昇格した。
2016年8月にフランス全国選手権3所属のFCジロンダン・ボルドーBに加入。翌年8月にフランス全国選手権のポーFCに期限付き移籍。翌シーズンはリーグ・ドゥのガゼレク・アジャクシオとフランス全国選手権のトゥールFCに期限付き移籍した。2019-20シーズンはリーガプロのCDフェイレンセに期限付き移籍した。
2020年8月にスュペル・リグのハタイスポルに2年契約で完全移籍した。同シーズンは22得点をあげて単独得点王に輝いた。
2021年8月にカタール・スターズリーグのアル・アラビ・ドーハに移籍金425万ユーロの3年契約で完全移籍した。
2022年8月9日、アル・シャバブ・リヤドに3年契約で移籍。
2025年時点では中国・浙江省のクラブに所属していたが、2025年4月16日午後1時過ぎ、余杭区にあるアパートの11階のベランダから落ちて亡くなった。28歳没。ガボンのブリス・オリギ・ンゲマ大統領は彼の死後まもなく彼に敬意を表した。中国の警察当局は調査を経て、刑事事件の可能性がないと表明した。その後、ガボンサッカー連盟はアーロン・ブペンザの死亡を確認した。

## 代表歴
2016年1月10日に行われたアフリカネイションズチャンピオンシップ2016を直前に控えて臨んだウガンダ代表との親善試合で代表初出場を記録。同月20日のアフリカネイションズチャンピオンシップ2016・ルワンダ代表戦で代表初得点を記録した。